# 山田晃士 (サッカー選手)
山田 晃士（やまだ こうじ、1998年12月31日 - ）は、東京都大田区出身のプロサッカー選手。Jリーグ・アスルクラロ沼津所属。ポジションはGK。

## 略歴
東京都大田区蒲田で生まれ、2歳頃に父の実家のある神奈川県の横須賀市に転居、4歳時には足柄下郡湯河原町に転居して中学3年の1月まで育つ。両親の勧めで小学1年時に東台FCに入団してサッカーを始め、小学3年頃よりゴールキーパーとしてプレーを開始。セレクションを経て中学時代は静岡県のアスルクラロ沼津のアカデミーでプレー。スカウトを受けて高校時代は浦和レッズユースに所属し、2015年・2016年は2種登録選手としてトップチームに登録されている。しかしトップチームに昇格することはかなわず、早稲田大学に進学した。
早稲田大学ア式蹴球部では3年時までは試合に出場できなかったが、4年時にはリーグ戦全22試合にスタメン出場してリーグ2位の21失点に抑え、2020年12月25日、2021年シーズンからのザスパクサツ群馬加入内定が発表された。

### プロ
2021シーズンからザスパクサツ群馬に加入し、1年目は清水慶記、松原修平の壁が厚く公式戦出場は無かったが、「熱血パンチ」の異名とともにピッチへ向かう選手たちを鼓舞するように投げかける熱い声掛けにより注目を集めた。2023年シーズンをもって群馬を退団。
2024年、FC大阪に移籍。同年12月6日、FC大阪から契約満了が発表。同年12月11日、Jリーグ合同トライアウトに出場した。
2025年1月31日、アスルクラロ沼津への加入を発表。

## 所属クラブ
- 東台FC（湯河原町立東台福浦小学校）
- ACNジュビロ沼津→アスルクラロ沼津U-15（湯河原町立湯河原中学校）
- 浦和レッズユース（埼玉県立与野高等学校）
  - 2015年7月 - 同年12月  浦和レッズ（2種登録選手）
  - 2016年7月 - 同年12月  浦和レッズ（2種登録選手）
- 早稲田大学
- 2021年 - 2023年  ザスパクサツ群馬
- 2024年  FC大阪
- 2025年 -  アスルクラロ沼津

## 個人成績
| 国内大会個人成績 | 国内大会個人成績 | 国内大会個人成績 | 国内大会個人成績 | 国内大会個人成績 | 国内大会個人成績 | 国内大会個人成績 | 国内大会個人成績 | 国内大会個人成績 | 国内大会個人成績 | 国内大会個人成績 | 国内大会個人成績 |
| 年度             | クラブ           | 背番号           | リーグ           | リーグ戦         | リーグ戦         | リーグ杯         | リーグ杯         | オープン杯       | オープン杯       | 期間通算         | 期間通算         |
| 年度             | クラブ           | 背番号           | リーグ           | 出場             | 得点             | 出場             | 得点             | 出場             | 得点             | 出場             | 得点             |
| 日本             | 日本             | 日本             | 日本             | リーグ戦         | リーグ戦         | リーグ杯         | リーグ杯         | 天皇杯           | 天皇杯           | 期間通算         | 期間通算         |
| ---------------- | ---------------- | ---------------- | ---------------- | ---------------- | ---------------- | ---------------- | ---------------- | ---------------- | ---------------- | ---------------- | ---------------- |
| 2021             | 群馬             | 44               | J2               | 0                | 0                | -                | -                | 0                | 0                | 0                | 0                |
| 2022             | 群馬             | 44               | J2               | 4                | 0                | -                | -                | 1                | 0                | 5                | 0                |
| 2023             | 群馬             | 44               | J2               | 0                | 0                | -                | -                | 0                | 0                | 0                | 0                |
| 2024             | FC大阪           | 31               | J3               | 1                | 0                | 1                | 0                | -                | -                | 2                | 0                |
| 2025             | 沼津             | 44               | J3               |                  |                  |                  |                  |                  |                  |                  |                  |
| 通算             | 日本             | 日本             | J2               | 4                | 0                | -                | -                | 1                | 0                | 5                | 0                |
| 通算             | 日本             | 日本             | J3               | 1                | 0                | 1                | 0                | -                | -                | 2                | 0                |
| 総通算           | 総通算           | 総通算           | 総通算           | 5                | 0                | 1                | 0                | 1                | 0                | 7                | 0                |

- 2015年・2016年は2種登録選手（浦和、出場無し）

出場歴
- Jリーグ初出場 - 2022年9月10日 J2第35節 東京ヴェルディ戦 (味の素スタジアム)